# رورو جونگرانگ

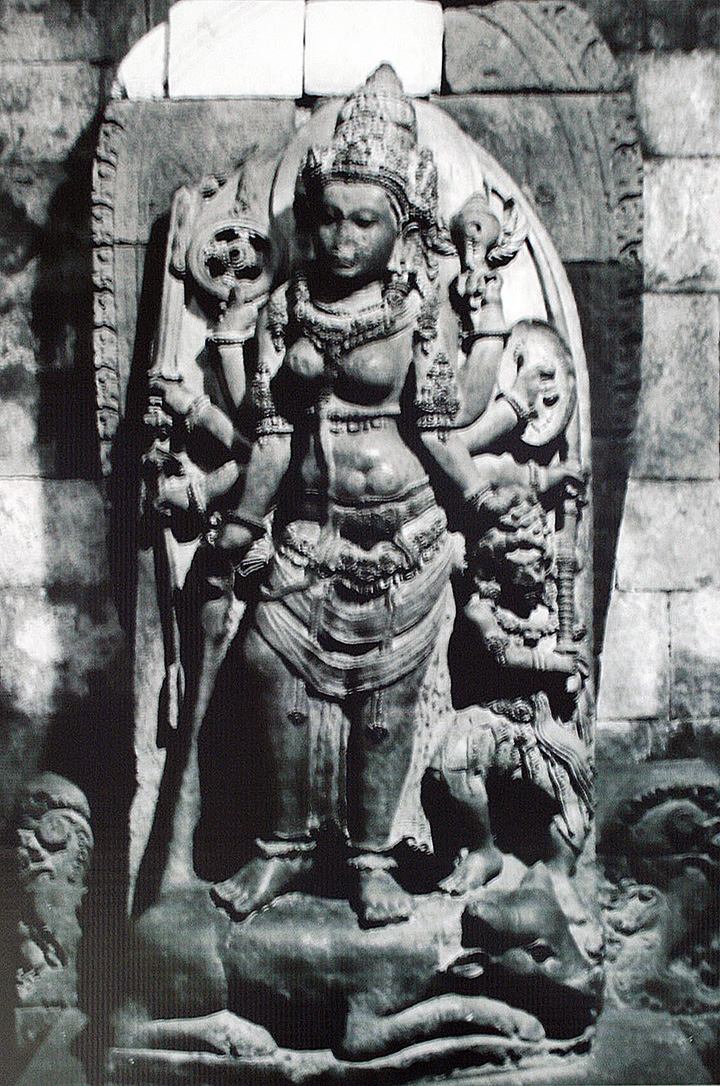
تندیس ایزدبانو دورگا در درون‌خانه شمالی معبد شیوا، که تصور می‌شود شاهدخت لورو جونگرانگ است.

رورو «لورو» جونگرانگ (به انگلیسی: Roro Jonggrang) یک افسانه (فولکلور) نامدار جاوه‌ای از منطقهٔ جاوه مرکزی که داستانی دربارهٔ عشق و خیانت شوالیه، و شاهدختی نفرین شده را روایت می‌کند. این یک داستان بومی است که به پرستشگاه بزرگ جاوه، پرامبانان، مربوط می‌شود و در نزد جاوه‌ای‌ها بسیار مشهور است. همچنین این داستان به شرح منشأ افسانه‌ای کاخ راتو بوکو، معبد بودایی سِوو و تندیس دورگا در معبد پرامبانان می‌پردازد.
رورو جونگرانگ شاهدختی بسیار زیبا از سرزمین پادشاهی جاوه‌ای بود. زیبایی او در سراسر کشور شناخته شده بود و شاهزادگان از نقاط دور افتاده و سرزمین‌های پادشاهی مختلف، به او پیشنهاد ازدواج می‌دادند. اما زیبایی شاهدخت از او انسانی فروتن نساخته بود و در عوض از او فردی متکبر و مغرور ساخته بود. رورو جونگرانگ تمامی پیشنهادها را با رفتاری تند و زننده رد می‌کرد و بسیاری از خواستگاران با قلب‌هایی شکسته به وطن خود بازمی‌گشتند. این افسانه، داستانی دربارهٔ دو پادشاهی باستانی و همسایه در جاوه، با نام‌های پنگینگ و بوکو را روایت می‌کند.

## افسانه
شاهدختی پارسا به نام رورو جونگرانگ توسط شاهزادهٔ محل (باندونگ بوندووسو) به دربار فراخوانده شد، اما چون شاهدخت نمی‌خواست با او ازدواج کند، برایش دو وظیفهٔ دشوار و ناممکن در نظر گرفت. او باید ابتدا چاهی به نام «جالاتوندا» حفر می‌کرد و سپس باید هزار پرستشگاه را در یک شب می‌ساخت. شاهزاده پذیرفت و بلافاصله با استفاده از قدرت‌های فراطبیعی‌اش شروع به ساخت چاه کرد. او به سرعت پس از اتمام ساخت چاه آن را با افتخار تقدیم شاهدخت نمود.
شاهزاده برای انجام شرط دوم به کمک گروهی از اجنه که فقط شب‌ها کار می‌کردند، موفق به ساخت ۹۹۹ پرستشگاه شد و سپس شروع به کار بر روی آخرین معبد کرد. شاهزاده بس مصمم شد که دست شاهدخت را که تقریباً بر او فایق شده بود در دست گیرد، اما رورو جونگرانگ با دیدن خطر، بر آن شد که او را فریب دهد. پس به ندیمه‌هایش فرمان داد که برنج را بکوبند. چون این کار در سپیده‌دم انجام شد، خروس‌ها را به اشتباه انداخت که شروع کردند به آواز خواندن. اجنه‌ها ترسیدند چون فکر کردند با رسیدن نور آفتاب به سنگ تبدیل خواهند شد. پس همه گریختند و شاهزاده از پس این کار بر نیامد. او که از این فریب به خشم آمده بود، شاهدخت را نفرین کرد و او را به سنگ بدل نمود. پیکر سنگ شدهٔ او هنوز در قسمت شمالی پرستشگاه پرامبانان وجود دارد، آنجا که به تندیس ایزدبانو دورگا، همسر درنده‌خوی ایزد شیوا نیز معروف است.